# Gudbjerglund

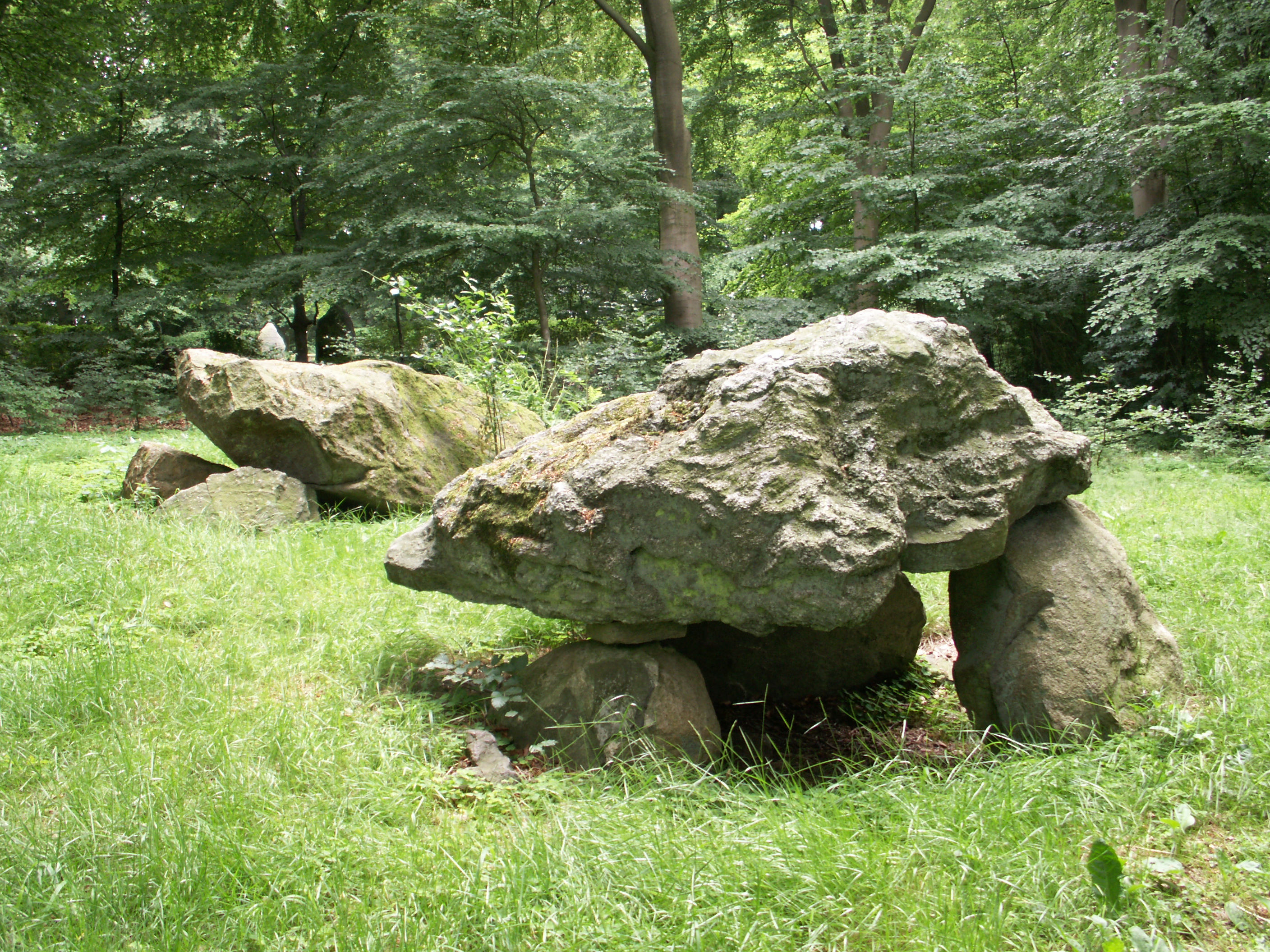
Dolmen im Gudbjerglund

Auf dem Hügel südlich von Gudbjerglund (deutsch Götterberghain) östlich der Straße nach Svendborg in Dänemark liegt westlich von Gudme der kleine Wald Gudbjerglund. Er ist im südlichen Fünen beispiellos. Hier liegen vier Dolmen der Trichterbecherkultur (TBK) aus der Jungsteinzeit (3500–2800 v. Chr.) in  117, 106,  41 und 19 m langen Hünenbetten, die jeweils 7,5 m breit sind. 
Der Ort ist das südliche Gegenstück zu den berühmten Hain von Glavendrup auf Nordfünen.
Die Dolmen waren über die Jahre immer wieder Zerstörungen ausgesetzt. Bereits 1808 kam der Pfarrer mit einer detaillierten Beschreibung der Dolmen zur Prähistorischen Kommission und erklärte, dass es seine Absicht sei, sie zu untersuchen. Er bekam eine Ausgrabungsgenehmigung und ließ viele Steine sprengen. Da das Pfarrhaus im Jahre 1863 niederbrannte holte man Steine von den Hügeln um ein neues zu bauen. Darüber hinaus wurden sie für den Bau der Brücke über den Bach Stokkebækken verwendet. 
Der Gutsherr und Amateurarchäologe N. F. B. Sehested (1813–1882) hat im bereits Jahre 1865 darauf hingewiesen, dass man die Anlagen schützen solle. Das Land auf dem sie standen, gehörte dem Pfarrhaus. Der Staat stellte sie 1872 endgültig unter Denkmalschutz. 

## Legende
Nach einer Legende sollte die Gudbjerglund-Kirche auf den Dolmen gebaut werden, aber die Trolle rissen in der Nacht alles, was man im Laufe des Tages gebaut hatte, nieder. Ein Troll zeigte dann den Arbeitern, wo sie bauen sollten, und dort steht die Kirche noch heute.